# 川瀬浩平
川瀬 浩平（かわせ こうへい、1971年4月17日 - ）は、日本のアニメーションプロデューサー。大阪府吹田市出身。血液型はA型。カスケードワークス合同会社代表。愛称は「偽まる」（にせまる）で、自身がパーソナリティを務めるラジオ番組でもこの名義で担当することがある。

## 経歴
立命館大学法学部を卒業後、1994年にパイオニアLDC（後のNBCユニバーサル・エンターテイメントジャパン）へ入社し、その近畿営業所を経て1997年には制作部へ異動する。
2011年、ワーナー エンターテイメント ジャパン（後のワーナー ブラザース ジャパン）に転職し、ジャパン・コンテンツ事業グループアニメ事業部シニアマネージャーとなる。
2022年10月1日、独立してカスケードワークスを設立し代表に就任。

## 人物
- パイオニアLDCに入社後、近畿営業所の営業マンとして大量のLDボックスを両脇に抱えて売り込んでいた。その後、制作部（現 制作本部）のアニメ製作部署に異動してプロデューサー職になる。
- 『ナースウィッチ小麦ちゃんマジカルて』では「アームストロング滝沢」名義で脚本（DVD特典では絵コンテも兼ねる）を担当している。

## 作品一覧

### テレビアニメ
1998年
- 時空転抄ナスカ（アソシエイツプロデューサー）

2000年
- BOYS BE…（プロデューサー）
- STRANGE DAWN（制作プロデューサー）

2001年
- The Soul Taker 〜魂狩〜（プロデューサー）

2003年
- 真月譚 月姫（企画協力）

2004年
- BURN-UP SCRAMBLE（プロデューサー）
- 神無月の巫女（プロデューサー）

2005年
- スターシップ・オペレーターズ（ゼネラルプロデューサー）
- 灼眼のシャナ（プロデュース）

2006年
- 女子高生 GIRL'S-HIGH（プロデューサー）
- 無敵看板娘（プロデューサー）
- 武装錬金（ゼネラルプロデューサー）

2007年
- 京四郎と永遠の空（プロデューサー）
- ななついろ★ドロップス（プロデュース）
- 灼眼のシャナII -Second-（プロデュース）

2008年
- 乃木坂春香の秘密（プロデュース）
- とある魔術の禁書目録（プロデュース）
- ケメコデラックス!（プロデュース）

2009年
- 初恋限定。（プロデュース）
- よくわかる現代魔法（プロデュース）
- 戦う司書 The Book of Bantorra（プロデューサー）
- とある科学の超電磁砲（プロデュース）
- 乃木坂春香の秘密 ぴゅあれっつぁ♪（プロデュース）

2010年
- れでぃ×ばと!（プロデュース）
- 迷い猫オーバーラン!（プロデュース）
- モンハン日記 ぎりぎりアイルー村☆アイルー危機一髪☆（プロデューサー）
- もっとTo LOVEる -とらぶる-（プロデュース）
- とある魔術の禁書目録II（プロデュース）

2011年
- ロウきゅーぶ!（プロデュース）
- 神様のメモ帳（プロデュース）
- 灼眼のシャナIII -Final-（プロデュース）

2012年
- アクセル・ワールド（製作統括）
- カンピオーネ! 〜まつろわぬ神々と神殺しの魔王〜（プロデュース）
- ジョジョの奇妙な冒険（製作協力）
- リトルバスターズ!（プロデュース）

2013年
- とある科学の超電磁砲S（プロデュース）
- ロウきゅーぶ!SS（プロデュース）
- ストライク・ザ・ブラッド（プロデュース）
- リトルバスターズ! 〜Refrain〜（プロデュース）

2014年
- selector infected WIXOSS（プロデュース）
- 白銀の意思 アルジェヴォルン（プロデュース）
- selector spread WIXOSS（プロデュース）
- SHIROBAKO（プロデュース）

2015年
- 食戟のソーマ（プロデュース）
- 監獄学園（チーフプロデューサー）

2016年
- 少女たちは荒野を目指す（企画協力）
- 食戟のソーマ 弐ノ皿（プロデュース）
- Lostorage incited WIXOSS（プロデュース）

2017年
- 風夏（チーフプロデューサー）
- MARGINAL#4 KISSから創造るBig Bang（企画協力）
- ソード・オラトリア ダンジョンに出会いを求めるのは間違っているだろうか外伝（企画協力）
- 食戟のソーマ 餐ノ皿（プロデュース）

2018年
- 博多豚骨ラーメンズ（プロデュース）
- キャプテン翼（プロデューサー）
- Lostorage conflated WIXOSS（プロデュース）
- 天狼 Sirius the Jaeger（プロデュース）
- とある魔術の禁書目録III（プロデュース）

2019年
- とある科学の一方通行（プロデュース）
- 食戟のソーマ 神ノ皿（プロデュース）

2020年
- とある科学の超電磁砲T（プロデュース）

2021年
- WIXOSS DIVA(A)LIVE（プロデュース）

2022年
- 聖剣伝説 Legend of Mana -The Teardrop Crystal-（プロデュース協力）

2023年
- 終末のワルキューレII（プロデュース協力）
- 七つの魔剣が支配する（プロデュース協力）
- キャプテン翼シーズン2 ジュニアユース編（プロデュース協力）

### 劇場アニメ
2007年
- 劇場版 灼眼のシャナ（プロデューサー）

2013年
- 劇場版 とある魔術の禁書目録 -エンデュミオンの奇蹟-（プロデュース）

2016年
- 劇場版selector destructed WIXOSS（プロデュース）
- アクセル・ワールド INFINITE∞BURST（製作委員会）

2018年
- ニンジャバットマン（プロデュース）

2019年
- 劇場版 ダンジョンに出会いを求めるのは間違っているだろうか -オリオンの矢-（チーフプロデューサー）

### OVA
1999年
- 太陽の船 ソルビアンカ（プロデューサー）

2002年
- ARMITAGE DUAL-MATRIX（プロデューサー）
- ナースウィッチ小麦ちゃんマジカルて（プロデューサー、1話・2話・2.5話脚本）

2004年
- ナースウィッチ小麦ちゃんマジカルてZ（プロデューサー、1話脚本）

2005年
- 撲殺天使ドクロちゃん（プロデューサー）

2006年
- 大魔法峠（プロデューサー）

2007年
- 撲殺天使ドクロちゃん2（プロデューサー）

2009年
- To LOVEる -とらぶる- OVA（企画協力）
- 灼眼のシャナS（プロデュース）

2010年
- ムダヅモ無き改革 -The Legend of KOIZUMI-（プロデュース）
- OVA とある科学の超電磁砲（プロデュース）

2012年
- 乃木坂春香の秘密 ふぃな～れ♪（プロデュース）

2016年
- ストライク・ザ・ブラッド II（協力）

2018年
- ストライク・ザ・ブラッドIII（プロデューサー）

2020年
- ストライク・ザ・ブラッド スペシャルOVA 消えた聖槍篇（プロデューサー）
- ストライク・ザ・ブラッドIV（プロデューサー）

### ラジオ
2001年
- 中原小麦のこんがりナースステーション（プロデューサー）

2002年
- 中原小麦のまじかるナースステーション（プロデューサー）

2003年
- 中原小麦のまじかるナースステーション乙!（プロデューサー）

2004年
- 中原小麦のまじかるナースステーション乙乙!（プロデューサー）

2005年
- びん・かん ドクロちゃんねる（プロデューサー）
- 峠のラジオ（プロデューサー）

2006年
- 中原小麦のまじかるナースステーション乙乙1ヶ月限定すぺしゃる!（プロデューサー）

2007年
- びん・かん ドクロちゃんねるファイヤー（プロデューサー）

2008年
- 乃木坂美夏の麻衣ふぇあれいでぃお!（プロデューサー）
- キタエリのケメコマニアックス!（プロデューサー）

2009年
- 乃木坂美夏の麻衣ふぇあれいでぃお! ねくすとっ!!（プロデューサー）
- ラジオ講座 よくわかる現代魔法 第1（プロデューサー）

## 出演

### ラジオ
- こんがりナースステーション - パーソナリティ
  - まじかるナースステーション - パーソナリティ
  - まじかるナースステーション乙！ - パーソナリティ
  - まじかるナースステーション乙乙！ - パーソナリティ
- びん・かん ドクロちゃんねる - ゲスト（実質的にはパーソナリティ）
  - びん・かんドクロちゃんねるファイヤー！ - ゲスト（実質的にはパーソナリティ）
- 峠のラジオ - パーソナリティ
- GENEON Presents 偽・うpのギョーカイ時事放談 - パーソナリティ
  - GENEON&Showgate Presents 偽・うpのギョーカイ時事放談SUPER! - パーソナリティ
  - GENEON&キャララジオ Presents のら犬兄弟のギョーカイ時事放談! - パーソナリティ
  - のら犬ブラザースのアニメ！ギョーカイ時事放談 - パーソナリティ
- 乃木坂美夏の麻衣ふぇあれいでぃお! - パーソナリティ
  - 乃木坂美夏の麻衣ふぇあれいでぃお! ねくすとっ!! - パーソナリティ
- キタエリのケメコマニアックス! - アシスタント

#### ゲスト
- DENGEKI 15×15（デンゲキ フィフティーンバイフィフティーン） 第6回（2007年10月2日、ラジオ大阪・10月6日放送、文化放送）
- 喜多村英梨の超ラジ! 第91回（2008年12月1日放送、超A＆G+） - 「ケメコデラックス!」のプロモーションで出演

### テレビ
- アニゲー☆イレブン! 第32回・125回（2016年5月19日・2018年3月8日放送、BS11）[2][3]
- アニカル部! 30時限目（2017年10月1日放送、アニマックス） - 「とある魔術の禁書目録」・「とある科学の超電磁砲」シリーズのプロモーションで三木一馬とともに出演
- ゴルフ交遊抄 #292・#293（2021年11月7日・14日、BSテレビ東京） - 漫画家・大和田秀樹と出演

### WEB配信
- 美佳子@ぱよぱよ 第388回・第424回（2008年12月25日・2009年9月10日配信、アニメイトTV）
- どきゅあに 第1回 （アニメイトTV 2009年8月18日配信）
- 佐藤利奈のあの空で逢いましょう♪F 第248回・第249回（2012年2月2日・2012年2月9日配信、アニメイトTV） - 漫画家・大和田秀樹と共に出演
- 慧心学園 ロウきゅー部！-エクストラ- 第10回（2012年2月7日配信、HiBiKi Radio Station） - プロデューサーとして出演
- 喜多村英梨のROYAL×RADIO（2012年7月2日配信、HiBiKi Radio Station） - 中山信宏とともに出演
- 吉田尚記のdアニメストアでナイト 第5回（2014年11月12日配信、dアニメストア） - 「SHIROBAKO」のプロモーションで木村珠莉・千菅春香とともに出演

### イベント
- 星に願いを Fantastic Cat（2009年8月30日・9月4日、バーナムラボラトリー） - シネ・リーブル池袋にて、舞台挨拶で企画・プロデューサーの里見哲朗の応援で友情出演
- アスキー・メディアワークス創立20周年 電撃アニメ祭り銀幕編 映画館でこの作品が観られることなんて滅多にないんだからねSP 2nd Week（2012年12月18日、アスキー・メディアワークス） - 角川シネマ新宿にて「スターシップ・オペレーターズ」の上映に際し、プロデューサーとして登壇
- W@KU WORK mini×SPOT編集部 〜特別講演 関西からアニメ業界へ〜（2016年12月10日、株式会社ワクワーク・立命館大学SPOT編集部） - エンターテイメント業界研究セミナーでゲスト講演

このほか、担当作品のイベントでも司会兼任として数多く出演している。

## 書籍
- 『明解サイキック読本 SECRET FILE』、青心社、1989年8月、ISBN 4-91-533363-9 - ラジオ番組『誠のサイキック青年団』のファンブック。リスナー座談会の参加者として登場。当時17歳。
- 『アニメ監獄学園を創った男たち』講談社、2016年、ISBN 978-4-06-382749-1 - 漫画。作中のキャラクター、剛腕プロデューサー カワセとして複数回登場。